# Stenoterommata bodoquena
Espèce
Stenoterommata bodoquena est une espèce d'araignées mygalomorphes de la famille des Pycnothelidae.

## Distribution
Cette espèce est endémique du Mato Grosso do Sul au Brésil,. Elle se rencontre vers Bonito.

## Description
Le mâle holotype mesure 15,99 mm.

## Étymologie
Son nom d'espèce lui a été donné en référence au lieu de sa découverte, le parc national de la Serra da Bodoquena.

## Publication originale
- Ghirotto, Guadanucci & Indicatti, 2021 : « The genus Stenoterommata Holmberg, 1881 (Araneae, Pycnothelidae) in the Cerrado and Atlantic Forest from southeastern and central Brazil: description of four new species. » Zoosystema, vol. 43, no 17, p. 311-339.